# Paulihöhe
Die Paulihöhe oder auch Leichenbruch genannt ist eine Anhöhe zwischen Zöblitz und Pobershau im Erzgebirge in Sachsen. Der 649 m hohe, mit Wiesen und Wald bewachsene Hügel bietet einen guten Ausblick über Zöblitz und Umgebung.

## Aussicht
Richtung Norden schaut man auf die Serpentinsteinstadt Zöblitz sowie der Burgruine Niederlauterstein und dem bewaldeten Burgberg. Die Morgensternhöhe und Teile Ansprungs erblickt man in östlicher Richtung. Im Norden sieht man hinter einem Hügel leicht versteckt Pobershau und im Tal die Schwarze Pockau. Ausläufer von Marienberg sieht man wenn man nach Westen schaut.

## Geschichtlicher Hintergrund
Die Anhöhe wurde früher als Steinbruch genutzt, deswegen auch der Name Leichenbruch, der jedoch vorher auf einen anderen Steinbruch bezogen wurde. Zur Zeit des Nationalsozialismus wurde der damalige Steinbruch als Schießübungsplatz verwendet und es wurde eine Hütte errichtet. Nach dem Zweiten Weltkrieg wurde sie abgerissen und man benutzte den Steinbruch in der DDR als Schrottplatz. Nach der Wende wurde er geschlossen und der Hügel mit Bäumen bepflanzt.